# Tuibrug van Lanklaar
De Tuibrug van Lanklaar of foutief  ook Tuikabelbrug van Lanklaar  (een tui is een kabel) is een fietsbrug over de Zuid-Willemsvaart in Lanklaar in de Belgische gemeente Dilsen-Stokkem. Het is een tuibrug die de oostoever met fietssnelweg F78, het centrum van Lanklaar, de Tivoli site en bezoekerscentrum De Wissen verbindt met de westoever met bedrijventerrein Teutelberg en het recreatiegebied Terhills als toegangspoort tot het Nationaal Park Hoge Kempen.

## Geschiedenis
De brug is gebouwd in 2008 voor 3,8 miljoen euro. Er kwamen geen toegangshellingen maar enkel steile trappen met een fietsgoot, die als onpraktisch werden ervaren.

### Vervanging trappen
Na het starten van een gerechtelijke procedure bij de Rechtbank van Koophandel over de steile trappen met hellingsgraad 46% kwam er een akkoord en werden die in 2009 vervangen door trappen met een hellingsgraad van 23% en een aangepaste fietsgoot.

### Aanleg toegangshellingen (vanaf 2024)
Vanaf het najaar van 2024 voert De Vlaamse Waterweg gedurende meer dan een jaar aanpassingswerken uit voor het aanleggen van twee toegangshellingen. Die moeten de brug toegankelijker maken dankzij een zachte hellingsgraad van 4 tot 4,5%. Er komen nieuwe trappen op beide oevers naast de V-pijlers van de brug, continue verlichting in de handgreep van de leuning, en halfopen schermen aan de oostkant voor privacy naar de wijk naast de brug.

## Beschrijving
Met zijn piloon van 43 meter vormt de brug het hoogste punt van Lanklaar. Het hoogteverschil van op het jaagpad tot aan het brugdek is 7 meter.